# Austrophorocera reclinata
Austrophorocera reclinata är en tvåvingeart som beskrevs av Crosskey 1967. Austrophorocera reclinata ingår i släktet Austrophorocera och familjen parasitflugor. Inga underarter finns listade i Catalogue of Life.